# Boulazac Basket Dordogne
Boulazac Basket Dordogne is een Franse professionele basketbalclub, gevestigd in Boulazac, een voorstad van Périgueux. De club speelt in de Pro A. De club speelt haar wedstrijden in de Le Palio.

## Bekende (oud)-spelers
- Alex Acker
- Quinton Ross
- Kyle Gibson
- Ryan Pearson